# Ana Martín
Ana Beatriz Martínez Solózano (Cidade do México, 14 de maio de 1946) é uma atriz mexicana, No Brasil é conhecida pelas novelas, como Amor real, Rubi La madrastra Destilando amor, Soy tu dueña, La que no podía amar, Amores verdaderos e La desalmada.

## Biografia
Antes de se destacar como atriz, Ana participou do concurso de beleza "Señorita México" do qual a ajudou a abrir portas dentro do mundo dos espetáculos, entre as telenovelas mais conhecidas em que ela se destacou estão: Gabriel y Gabriela aonde foi protagonista em 1983, Alma rebelde, Atrévete a olvidarme e Amor real.
No ano de 1983 foi editado pela produtora Discos Melody seu trabalho discográfico chamado "Ana Martin" incluindo entre os temas os da telenovela "Gabriel y Gabriela", a música foi composta por Bebu Silvetti.
Em 2004, Ana teve um papel estelar na nova adaptação da telenovela Rubí, "remake" das outras versões de 1968 e 1970, na que encarnou a mãe da malvada protagonista, que foi interpretada pela atriz Bárbara Mori, ao finalizar essa produção, Ana se integrou ao elenco de Amar otra vez onde compartilhou cenas com Irán Castillo, Valentino Lanus e Angélica María.
No ano de 2005, novamente seria convidada para a telenovela La madrastra, atuando com outros grandes atores como César Évora, Victoria Ruffo e Eduardo Capetillo.
Em 2006, Ana esteve em Duelo de pasiones onde interpretou uma mulher de campo, onde contracenou com Ludwika Paleta, Pablo Montero, Erika Buenfil e Sergio Goyri.
Já em 2007 ela trabalhou na telenovela Destilando amor, terceira versão da telenovela colombiana de Fernando Gaitán, Café con aroma de mujer, na que ela deu vida a mãe da protagonista Angélica Rivera.
Logo após uma longa jornada de trabalho artístico, Ana teve um descanso e seria novamente convidada para Un gancho al corazón em 2008, na qual atuaram Danna García, Sebastián Rulli e Laisha Wilkins, está telenovela também foi um "remake" da telenovela argentina "Sos mi vida" na que atuaram Facundo Arana e Natalia Oreiro. Ana nunca se casou nem tem filhos
No ano de 2009 Ana vai para Argentina para gravar a telenovela Los Exitosos Pérez junto com Jaime Camil interpretando sua mãe, e também os atores Ludwika Paleta, Rogelio Guerra, Verónica Castro e José Ron.
Em 2010, integra o elenco da novela Soy tu dueña, contracenando com Lucero, Fernando Colunga, Gabriela Spanic e David Zepeda. Em 2011, participou da novela La que no podía amar, em 2012, integrou no elenco de Amores verdaderos e em 2013 na novela Por siempre mi amor.
Em 2015, interpretou Dona Felicitas na telenovela Simplemente María.
Em 2017, interpreta Angustias Gálvez na telenovela Sin tu mirada, um remake da telenovela Esmeralda.

## Vida pessoal
Ana é filha de Jesús Martínez "Palillo", um dos grandes comediantes do México e de Hilda Solózano. Ao longo de seus quarenta e anos de atividade artística, já atuou em várias telenovelas, filmes, e séries na televisão mexicana. Ana é uma fiel admiradora da cantora Maria Callas. Ela também gosta de músicas clássicas de Mozart e Beethoven. Ana optou não casar e não ter filhos, dedicando-se a sua carreira.

## Filmografia

### Televisão
| Ano  | Título                              | Personagem                                    | Notas                                                           |
| ---- | ----------------------------------- | --------------------------------------------- | --------------------------------------------------------------- |
| 1969 | Tú eres mi destino                  | Fluvia                                        |                                                                 |
| 1973 | Mi primer amor                      | Baby                                          |                                                                 |
| 1975 | El milagro de vivir                 | Jenny Gordon                                  |                                                                 |
| 1976 | Mundos opuestos                     | Mónica de la Mora                             |                                                                 |
| 1979 | La llama de tu amor                 | Ana Cecilia                                   |                                                                 |
| 1979 | Muchacha de barrio                  | Laura                                         |                                                                 |
| 1982 | Gabriel y Gabriela                  | Gabriela/ Gabriel                             |                                                                 |
| 1984 | La pasión de Isabela                | Isabela Hernández Gallardo                    |                                                                 |
| 1988 | El pecado de Oyuki                  | Oyuki Ogino                                   |                                                                 |
| 1996 | La culpa                            | Cuquita Mendizábal                            |                                                                 |
| 1997 | Mujer, casos de la vida real        | —                                             | Episódio: "Ganas de vivir"                                      |
| 1997 | Gente bien                          | Alicia Dumas de Klein                         |                                                                 |
| 1998 | Mujer, casos de la vida real        | —                                             | Episódio: "Ciego amor"                                          |
| 1998 | Mujer, casos de la vida real        | Brida                                         | Episódio: "Infierno"                                            |
| 1998 | Ángela                              | Delia Bellati Roldán                          |                                                                 |
| 1999 | Alma rebelde                        | Clara Hernández                               |                                                                 |
| 1999 | Mujer, casos de la vida real        | —                                             | Episódio: "Mía"                                                 |
| 2001 | Atrévete a olvidarme                | Sabina                                        |                                                                 |
| 2001 | Mujer, casos de la vida real        | —                                             | Epsisódio: "Lazos familiares"                                   |
| 2001 | Navidad sin Fin                     | Teófila                                       | Especial de fim de ano                                          |
| 2002 | Mujer, casos de la vida real        | —                                             | Episódio: "Acto salvaje"                                        |
| 2003 | Amor real                           | Rosario Aranda                                |                                                                 |
| 2004 | Rubí                                | Rosario Ochoa de Pérez                        |                                                                 |
| 2004 | Amar otra vez                       | Yolanda Beltrán                               |                                                                 |
| 2005 | La madrastra                        | Socorro de Montes                             |                                                                 |
| 2005 | Mujer, casos de la vida real        | —                                             | Episódio: "Lotería"                                             |
| 2006 | Duelo de pasiones                   | Luba López                                    |                                                                 |
| 2007 | Destilando amor                     | Clara García de Hernández                     |                                                                 |
| 2008 | La rosa de Guadalupe                | Yoya                                          | Episódio: "Volver a verte"                                      |
| 2008 | Un gancho al corazón                | Nieves de Ochoa                               |                                                                 |
| 2009 | Mañana es para siempre              | Benita                                        | Episódio: "14 de junho de 2009"                                 |
| 2009 | Los exitosos Pérez                  | Renata Manzilla "Rosa"                        |                                                                 |
| 2010 | Soy tu dueña                        | Benita Garrido                                |                                                                 |
| 2011 | La que no podía amar                | María Gómez                                   |                                                                 |
| 2012 | Historias Delirantes                | —                                             | Episódio: "Habitación 10"                                       |
| 2012 | Amores verdaderos                   | Candelaria Corona                             |                                                                 |
| 2013 | Por siempre mi amor                 | María Luisa "Tita" Valverde Vda. de Escudero  |                                                                 |
| 2015 | Simplemente María                   | Felicitas Nuñez Vda. de Cervantes "Doña Feli" |                                                                 |
| 2017 | Como dice el dicho                  | Bela                                          | Episódio: "A la buena y sin engaño, para mi quiero el provecho" |
| 2017 | Sin tu mirada                       | Angustias Gálvez                              |                                                                 |
| 2019 | Los pecados de Bárbara              | Inés Fernández Vda. de Porrero                |                                                                 |
| 2021 | La mexicana y el güero              | Antonia "Toñita"                              |                                                                 |
| 2021 | La desalmada                        | Francisca "Panchita" Pérez                    |                                                                 |
| 2022 | Corazón guerrero                    | Concepción "Conchita" García                  |                                                                 |
| 2023 | Golpe de suerte                     | Domitila                                      |                                                                 |
| 2025 | A.mar, donde el amor teje sus redes | Mercedes "Meche" Lara de Contreras            |                                                                 |

### Cinema
- Me han destrozado la vida (2005)
- Molinos de viento (2005) - Interviews
- Las viudas (2004)
- En el tiempo de las mariposas (2001) - Mamá
- Corazones rotos (2001) - Celina
- Un boleto para soñar (1998)
- Dulces compañías (1996) - Nora
- Ángela Morante, ¿crimen o suicidio? (1981) - Rosa Solórzano
- Vivir para amar (1980) - Marina
- Verano salvaje (1980)
- Cadena perpetua (1979) - Criada
- Los indolentes (1979) - Rosa
- Ratas del asfalto (1978)
- El lugar sin límites (1978) - Japonesa
- Mil caminos tiene la muerte (1977) - Claudia
- El pacto (1976) - Teresa
- La mujer del diablo (1974)
- El primer paso... de la mujer (1974)
- El profeta Mimi (1973) - Rosita
- Lágrimas de mi barrio (1973)
- Trio y cuarteto (1972)
- Hoy he soñado con Dios (1972) - Rita Linares
- Victoria (1972)
- Tacos al carbón (1972) - Lupita
- Fin de fiesta (1972) - Raquel
- Trampa mortal (1972)
- En esta cama nadie duerme (1971)
- Siempre hay una primera vez (1971) - Rosa
- Los corrompidos (1971) - Luz María
- La rebelión de las hijas (1970)
- ¿Por qué nací mujer? (1970) - Santa
- Faltas a la moral (1970) - Consuelo "Chelo" Godínez
- El golfo (1969)
- Romance sobre ruedas (1969)
- Blue Demon contra las diabólicas (1968)
- Blue Demon contra cerebros infernales (1968)
- Corona de lágrimas (1968) - Consuelito
- Return of the Gunfighter (1967) - Anisa
- La muerte es puntual (1967)
- Acapulco a go-go (1967) - Rita
- El ángel y yo (1966)
- Marcelo y María (1966)
- Pánico (1966)
- El gángster (1965)

## Discografia
- Ana Martín (1983)

## Prêmios e Indicações
| Ano  | Festival                       | Categoria                       | Nomeações            | Resultado |
| ---- | ------------------------------ | ------------------------------- | -------------------- | --------- |
| 1983 | Prêmio TVyNovelas              | Melhor Atriz                    | Gabriel y Gabriela   | Indicada  |
| 1985 | Prêmio TVyNovelas              | Melhor Atriz                    | La pasión de Isabela | Indicada  |
| 1988 | Prêmio ACE de Nova York        | Melhor Atriz                    | El pecado de Oyuki   | Venceu    |
| 1989 | Prêmio TVyNovelas              | Melhor Atriz Protagonista       | El pecado de Oyuki   | Indicada  |
| 2000 | Prêmio TVyNovelas              | Melhor Primeira Atriz           | Alma rebelde         | Indicada  |
| 2002 | MTV Movie Awards Latin America | Mamãe mais Malvada              | Corazones rotos      | Indicada  |
| 2004 | Prêmio TVyNovelas              | Melhor Primeira Atriz           | Amor real            | Venceu    |
| 2004 | Troféu Laurel de Oro (España)  | Melhor Atriz Coadjuvante        | Amor real            | Venceu    |
| 2004 | Prêmio ACE de Nova York        | Melhor Atriz Característica     | Amor real            | Venceu    |
| 2004 | Prêmio TV Adicto Golden Awards | Melhor Retorno                  | Amor real            | Venceu    |
| 2005 | Prêmio TVyNovelas              | Melhor Atriz Coadjuvante        | Rubí                 | Venceu    |
| 2006 | Prêmio TVyNovelas              | Melhor Primeira Atriz           | La madrasta          | Indicada  |
| 2007 | Prêmio TV Adicto Golden Awards | Melhor Primeira Atriz           | Destilando amor      | Venceu    |
| 2008 | Prêmio TVyNovelas              | Melhor Primeira Atriz           | Destilando amor      | Venceu    |
| 2010 | Prêmio TV Adicto Golden Awards | Melhor Primeira Atriz da Década | Carreira             | Venceu    |
| 2011 | Prêmio TVyNovelas              | Melhor Primeira Atriz           | Soy tu dueña         | Indicada  |
| 2014 | Prêmio TVyNovelas              | Melhor Primeira Atriz           | Amores verdaderos    | Venceu    |